# Pompeius (geslacht)
Pompeius is een geslacht van vlinders van de familie dikkopjes (Hesperiidae), uit de onderfamilie Hesperiinae.

## Soorten
- P. amblyspila (Mabille, 1897)
- P. dares (Plötz, 1883)
- P. darina Evans, 1955
- P. pompeius (Latreille, 1824)
- P. postpuncta (Draudt, 1924)
- P. tinga Evans, 1955
- P. verna (Edwards, 1862)